# Lize Spit
Lize Spit (Lier, 12 novembre 1988) è una scrittrice e giornalista belga.

## Biografia e carriera letteraria
Spit è cresciuta a Viersel, presso Zandhoven, nella regione fiamminga della Campine. Ha conseguito la laurea in scrittura cinematografica al Royal Institute for Theatre, Cinema and Sound (RITCS) di Bruxelles. 
Nel 2013 ha vinto il premio Write Now!.
Ha esordito nel 2016 con il romanzo Si scioglie (Het smelt), pubblicato in Italia da Edizioni e/o, con cui ha vinto i premi letterari Hebban Debuutprijs e De Bronzen Uil per il miglior esordio in lingua neerlandese ed è stata finalista al Premio Strega Europeo; dal romanzo è stato liberamente tratto nel 2023 il film When It Melts diretto da Veerle Baetens.
Grazie alla popolarità ottenuta, è diventata articolista per De Morgen, incarico ricoperto fino al 2017.
Nel 2020 è apparso il suo secondo romanzo, Non ci sono (Ik ben er niet). 
Nel 2023 ha pubblicato la novella De eerlijke vinder come strenna per la tradizionale Boekenweek (Settimana del libro) dei Paesi Bassi.

## Opere
- Si scioglie, Edizioni e/o, Roma, 2017 - ISBN 9788866328933 (Het smelt, 2016 - traduzione di David Santoro).
- Non ci sono, Edizioni e/o, Roma, 2024 - ISBN 9788833577340 (Ik ben er niet, 2020 - trad. di Valentina Freschi ed Elisabetta Svaluto).
- De eerlijke vinder (L'onesto cercatore, novella, 2023).
- Autobiografie van mijn lichaam (Autobiografia del mio corpo, 2024).